# 蒙加尔丹
蒙加尔丹（法語：Montgardin，法語發音：[mɔ̃ɡaʁdɛ̃]）是法国上阿尔卑斯省的一个市镇，位于该省中南部，属于加普区。

## 地理
蒙加尔丹（44°33'1"N, 6°14'23"E）面积15.32 平方千米，位于法国普罗旺斯-阿尔卑斯-蓝色海岸大区上阿尔卑斯省，该省份为法国东南部内陆省份，北起萨瓦省，西北接伊泽尔省，西南接德龙省，南至上普罗旺斯阿尔卑斯省，东北部与意大利接壤。
与蒙加尔丹接壤的市镇（或旧市镇、城区）包括：阿旺松、新拉巴蒂、绍尔日、埃斯皮纳斯。

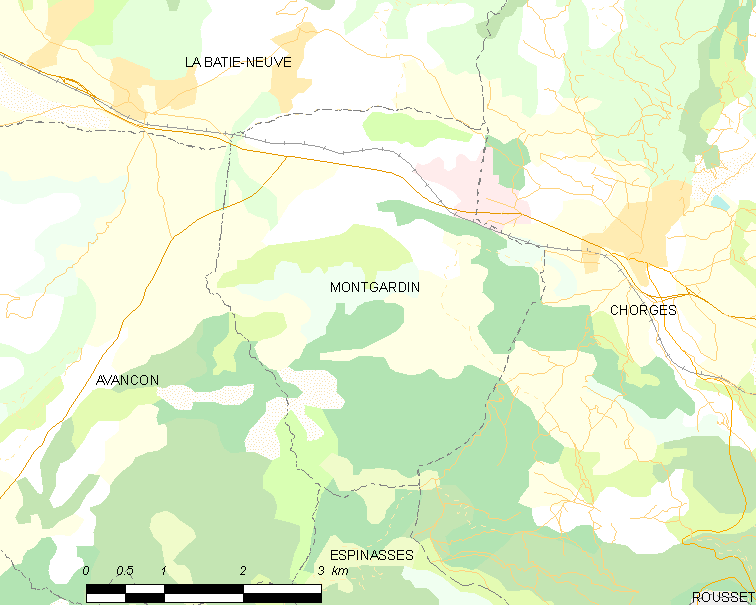
蒙加尔丹的OSM定位图

蒙加尔丹的时区为UTC+01:00、UTC+02:00（夏令时）。

## 行政
蒙加尔丹的邮政编码为05230，INSEE市镇编码为05084。

## 政治
蒙加尔丹所属的省级选区为绍尔日县。

## 人口

1962-2008年间蒙加尔丹人口变化图示

蒙加尔丹于2022年1月1日时的人口数量为481人。